# Gilberto Gil
, all'anagrafe Gilberto Passos Gil Moreira (Salvador, 26 giugno 1942), è un cantante, musicista e politico brasiliano, considerato uno dei più importanti artisti musicali brasiliani.
Gil è uno dei più noti esempi di cantante "tropicalista" , che suona un samba postmoderno aggiornata con rock reggae e influenze africane (Bahia è la regione con la maggiore popolazione nera del Brasile, patria di samba e religioni sincretiche afro-brasiliane, come il Candomblé o l'Umbanda).

## Biografia

### I primi anni
Figlio di un medico, appartenente quindi alla borghesia brasiliana, all'età di otto anni è attirato dalla baião (un ritmo del norte del Brasile) di Luiz Gonzaga, inizia a suonare l'accordeon. Alla fine degli anni cinquanta, Gil suona ai forrós (un tipo di festa popolare) con un gruppo chiamato Os Desafinados. In questo periodo Gil conosce la musica di un altro grande artista sudamericano, il cantante e chitarrista João Gilberto. Gil ne rimane talmente impressionato che decide di comprare una chitarra e impara a cantare e suonare la Bossa Nova.
La sua prima apparizione pubblica avviene nel 1964: partecipa allo show di Bossa nova e di canzoni brasiliani tradizionali Nós, Por Exemplo..., dove ha modo di incontrare anche Caetano Veloso, Maria Bethânia, Gal Costa.
Nel 1965 Gil si trasferisce a San Paolo. Dopo aver cantato e suonato in diversi show, riscuote il suo primo successo registrando Louvaçao. Gil registra allora il suo primo album, anche questo intitolato Louvaçao.

### L'esilio a Londra
La sua notorietà segue due binari paralleli: quello musicale e quello politico. Il suo nome assume una grande influenza con l'ascesa del Tropicalismo, il movimento fondato insieme a Caetano Veloso, e che ebbe un ruolo importantissimo non solo nella musica, ma anche nel teatro, nel cinema e nella letteratura. Fu un sussulto di vitalità e di protesta, una specie di '68 brasiliano, a cui la dittatura militare rispose con il decreto AI-5.
Gil e Veloso devono riparare in esilio a Londra. Prima di partire, è concesso loro di tenere un concerto a Salvador, in cui canta Aquele Abraço. Gil ha 26 anni e si è appena trasferito dalla città natale Salvador prima a San Paolo e poi a Rio. La sua musica, partita dalle influenze del folclore, diviene più "metropolitana". In Inghilterra, dove in quel periodo impera il beat, perfeziona la tecnica di chitarrista e incomincia ad incidere dischi in inglese.

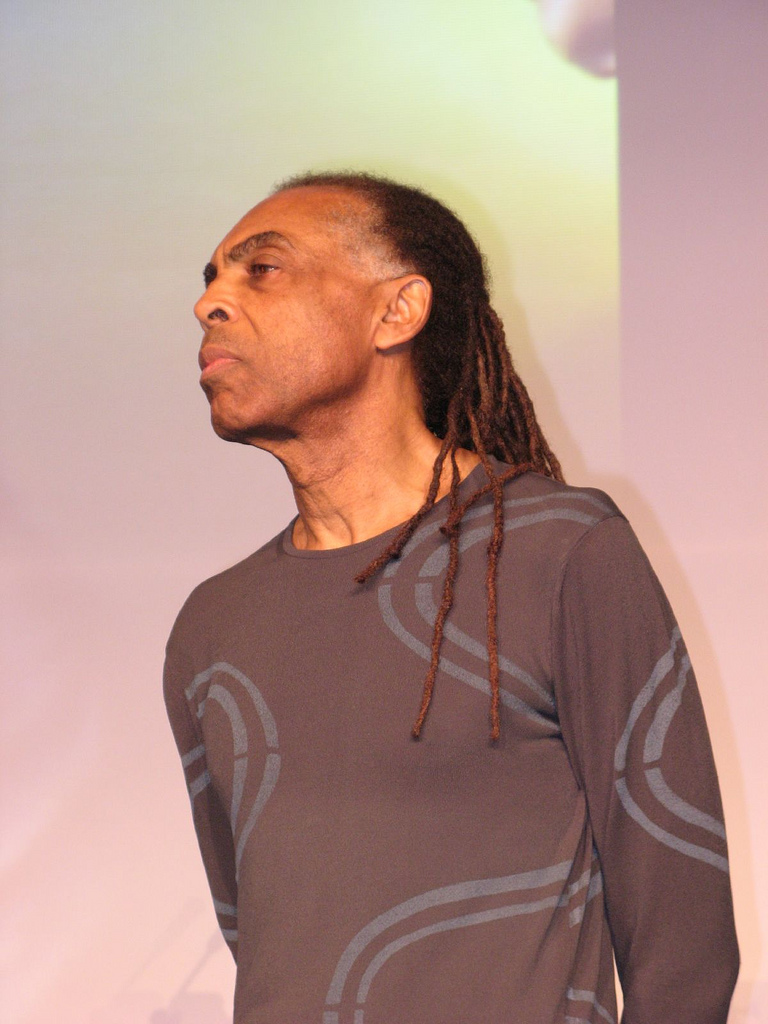
Gilberto Gil

### Ritorno in Brasile
Torna in Brasile nel 1972 e registra Expresso 2222, un album in cui ritorna alla sua baião e alle radici samba. Da allora la carriera di Gil è un susseguirsi di successi, spesso condivisi con amici cantautori brasiliani o con altri artisti di diverse, ma affini, culture musicali.
Dopo aver suonato al Festival "IDEM"(1973), Gil registra altri album: Ao Vivo (1974) e Gil & Jorge (1975) con il cantante e compositore Jorge Ben Jor. Nel 1975 registra anche Refazenda, un omaggio al suo background musicale "sertaneja". L'anno dopo è in tour in Brasile insieme a Veloso, Gal Costa e Maria Bethânia, che con lui formano il gruppo "Doces Barbaros". Con lo stesso nome del gruppo vengono distribuiti un disco e un film.
Nel 1977 partecipa ad un congresso di Arte Nera a Lagos in Nigeria, dove incontra Stevie Wonder e Fela Kuti.
L'album Refavela, distribuito nel 1997, esprime il rapporto dell'artista con la musica africana. Gil mescola ritmi di paesi come Nigeria e Giamaica con quelli di Rio e Bahia. Refestança, con Rita Lee, esce nel 1977. Quello stesso anno Gil firma con la WEA. Nel 1978 va negli Stati Uniti e dopo registra Nightigale, un album composto appositamente per il mercato americano. Gil distribuisce il doppio album dal vivo, Gil in Montreux, registrato durante la sua partecipazione al festival svizzero. Il primo album in studio registrato per la WEA ha un grande successo.
Nel 1980 Gil fa il primo tour in Brasile insieme a Jimmy Cliff. La cover che Gil fa di No woman, no cry resta primo nella classifica delle vendite per mesi, vendendo 700 000 copie. Il seguente album, A Gente precisa ver o Luar (1981), uno dei suoi album più famosi, mescola elementi del pop internazionale e della musica brasiliana. Nel 1982 Gil torna al festival de Montreux, ma questa volta per la casa discografica Reggae Night, sempre con Jimmy Cliff.
Nel 1985 ha celebrato i vent'anni di percorso artistico con un concerto-evento a Rio, assieme a Chico Buarque, Roberto Carlos, Caetano Veloso, Gal Costa e Maria Bethania. Da questo concerto nasce l'album Dia Dorim Noite Neon.
La sua è una carriera eccezionale, dallo stile in continua mutazione. Ha ottenuto undici dischi d'oro, cinque dischi di platino e i suoi album hanno venduto più di cinque milioni di copie.

Nel 1991 partecipa, a New York, assieme a Tom Jobim, Caetano, Sting ed Elton John, ad un concerto di beneficenza a favore della foresta Amazzonica.

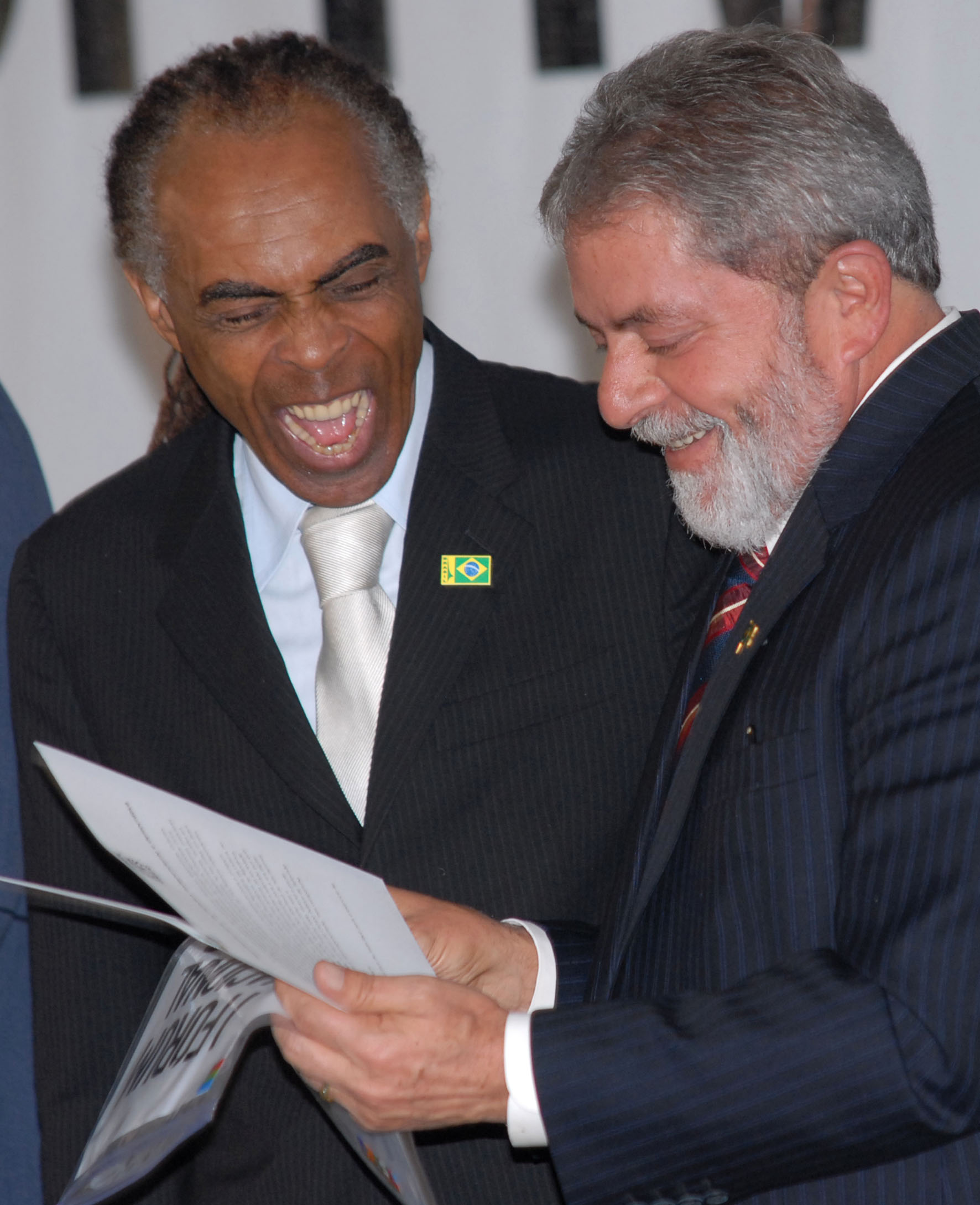
L'ex-presidente del Brasile, Luiz Inácio Lula da Silva con Gilberto Gil, suo Ministro alla Cultura

### Contatti con l'Italia
Nel 2001, duetta con la cantante Laura Pausini nel brano Seamisai, contenuto nella raccolta "The Best of Laura Pausini - E ritorno da te".
Nel 2014, partecipa all'album Canzoni, della cantautrice jazz Chiara Civello, con la quale duetta nel brano Io che non vivo (senza te).
Nel 2022 a Parigi avviene la prima esecuzione di Amor Azul, un'opera scritta a quattro mani da Gilberto Gil e dal compositore italiano Aldo Brizzi. È la prima esperienza di Gil nel campo dell'opera lirica. Alla prima di Parigi,  Gilberto Gil ha cantato il ruolo di protagonista accanto a Graça Reis, Raghunath Manet, cinque cantanti lirici, coro e Orchestra Filarmonica di Radio France.

### Musica e politica
Gil non ha mai smesso di vedere il suo Paese con gli occhi critici dell'impegno civile, sia come compositore che come cittadino; si impone come una sorta di "coscienza critica" del Brasile moderno e, in particolare, della sua anima africana. Forse, più di altri colleghi, Gil ha manifestato una visione "politica" del patrimonio culturale del Brasile.
Dal 1º gennaio 1989 al 1º gennaio 2003 è stato eletto consigliere comunale a Salvador Bahia con oltre 11 000 voti.
Il 16 ottobre 2001 è nominato ambasciatore della Fao e nel 2002, partecipa a numerosi seminari e tavole rotonde in Brasile, dedicate alla lotta contro la fame, divenendo promotore attivo dell'iniziativa governativa Programa Fome Zero (Programma Zero Fame) nel suo paese natale.
Quando, nel gennaio del 2003, Lula da Silva assume i poteri di presidente del Brasile, chiama Gil a servire il suo Paese come ministro della Cultura. Nell'agosto del 2008 Gil lascia l'incarico di Ministro per dare più tempo alla sua musica.
L'11 dicembre 2005 è tra i premiati, a Rio de Janeiro, nella X edizione del "Premio Italia nel mondo 2005", riconoscimento destinato a personalità del mondo della cultura, dell'arte, dello sport e dell'impresa che, con la loro attività, hanno onorato l'immagine dell'Italia nel Mondo; la motivazione recita: "Al Maestro Gilberto Gil, Ministro alla Cultura del Governo del Brasile; Gilberto Gil oltre ad essere un artista di rara sensibilità, famoso e amato in tutto il mondo, si è anche rivelato un abile e apprezzato politico".

## Vita privata
Nel 2009 Gilberto Gil ha ottenuto la cittadinanza italiana per essersi sposato con Flora Giordano, nipote di italiani.
Il cantante ha avuto otto figli: tre maschi e cinque femmine. Dal matrimonio con Belina de Aguiar Gil Moreira sono nate due femmine, Nara de Aguiar Gil Moreira (1966) e Marília de Aguiar Gil Moreira (1967). Con la seconda moglie Sandra Barreira Gadelha Gil Moreira, ha messo al mondo Pedro Gadelha Gil Moreira (nato nel 1970 e morto nel 1990 in un incidente stradale, a causa del quale il cantante dette forfait all'Hollywood Rock), Preta Gil (nata nel 1974 e morta nel 2025 per un tumore intestinale) e Maria Gadelha Gil Moreira (nata nel 1976). La terza moglie Flora Nair Giordano Gil Moreira gli ha dato i figli Giordano Gil Moreira (nato nel 1985), Isabela Giordano Gil Moreira (nata nel 1988) e José Gil Giordano Gil Moreira (nato nel 1991). La figlia Marilia nel 2023 è diventata direttrice del Museo d'Arte Moderna di Bahia.

## Riconoscimenti
- Nel 2001 è divenuto "Immortale" dell'Academia Brasileira de Letras.

- Nel 2008 ha ottenuto il Troféu Mário Lago, che è andato per la prima volta a un cantante.

## Discografia
- 1967 - Louvação
- 1968 - Gilberto Gil (con gli Os Mutantes)
- 1969 - Gilberto Gil (Cérebro Eletrônico)
- 1971 - Gilberto Gil (Nega)
- 1972 - Expresso 2222
- 1975 - Refazenda
- 1976 - Doces Bárbaros (con Caetano Veloso, Maria Bethânia, Gal Costa)
- 1977 - Refavela
- 1978 - Refestança
- 1979 - Nightigale
- 1979 - Realce
- 1981 - Brasil (con João Gilberto, Caetano Veloso, e Maria Bethânia)
- 1981 - Luar (A Gente Precisa Ver o Luar)
- 1981 - Um Banda Um
- 1983 - Extra
- 1984 - Raça Humana
- 1985 - Dia Dorim Noite Neon
- 1987 - Soy Loco Por Ti America
- 1989 - O Eterno Deus Mu Dança
- 1991 - Parabolicamará
- 1993 - Tropicália 2 (con Caetano Veloso)
- 1994 - Acoustic
- 1997 - Indigo Blue
- 1997 - Quanta
- 1998 - Copacabana Mon Amour
- 1998 - O Sol de Oslo
- 2000 - Me, You, Them
- 2001 - Milton and Gil (con Milton Nascimento)
- 2002 - Kaya N'Gan Daya
- 2002 - Z: 300 Anos de Zumbi
- 2005 - As Canções de Eu Tu Eles
- 2005 - Soul of Brazil
- 2006 - Gil Luminoso
- 2006 - Rhythms of Bahia
- 2008 - Banda Larga Cordel
- 2010 - Fé na Festa
- 2013 - The South African meeting of Viramundo (con Vusi Mahlasela)
- 2014 - Gilbertos Samba
- 2018 - OK OK OK

### Live
- 1972 - Barra 69: Caetano E Gil Ao Vivo Na Bahia
- 1974 - Gilberto Gil Ao Vivo
- 1978 - Gilberto Gil Ao Vivo Em Montreux
- 1987 - Gilberto Gil Em Concerto
- 1988 - Ao Vivo Em Tóquio (Live in Tokyo)
- 1994 - Gilberto Gil Unplugged
- 1995 - Esoterico: Live in USA 1994
- 1995 - Oriente: Live in Tokyo
- 1996 - Em Concerto
- 1998 - O Viramundo (Ao Vivo)
- 1998 - Quanta Gente Veio Ver (Ao Vivo)
- 1998 - Ao Vivo Em Tóquio (Live in Tokyo)
- 2001 - São João Vivo
- 2003 - Kaya N'Gan Daya Ao Vivo
- 2004 - Eletrácustico
- 2005 - Ao Vivo
- 2009 - BandaDois
- 2010 - Fé na Festa Ao Vivo
- 2011 - Especial Ivete Gil Caetano (con Caetano Veloso e Ivete Sangalo)
- 2012 - Concerto de Cordas & Máquinas de Ritmo
- 2014 - Gilbertos Samba Ao Vivo
- 2015 - Dois Amigos, Um Século de Música (con Caetano Veloso)
- 2018 - Trinca de Ases (con Gal Costa e Nando Reis)

### Colonne sonore
- 1984 - Quilombo
- 1987 - Trem Para As Estrelas
- 2019 - Gil Grupo Corpo (Trilha Sonora Original do Espetáculo do Grupo Corpo)

## Filmografia
- Quilombo, regia di Carlos Diegues (1984)